# Iglesia de la Asunción (Yeste)
La iglesia de la Asunción en Yeste (Albacete, España) fue construida a lo largo del siglo XVI. Fue declarada Bien de Interés Cultural el 16 de marzo de 1983. Identificador del bien otorgado por el Ministerio de Cultura: RI-51-0004827.
El conjunto arquitectónico está constituido por dos partes claramente diferenciadas que corresponden a dos períodos distintos en la construcción. Una parte corresponde a la iglesia primera, cuya construcción se inició a finales del siglo XV y se realizó en un estilo gótico. La segunda parte fue construida perpendicularmente a la primera, con una portada de estilo renacentista. Con la construcción de la segunda parte se varió el conjunto del templo, adquiriendo una forma de "T", quedando ahora colocada la capilla mayor en el centro del cuerpo de la iglesia primera. Hacia 1527 se estima el año en el que se terminó de construir la primera parte del conjunto, participando en ella el cantero vizcaíno Ortuño de Villar aunque también se documenta el trabajo del maestre Rodrigo.
La nave gótica presenta una cabecera poligonal de cinco paños, cubierta de bóveda estrellada. De interés es la portada situada a los pies del templo, cegada de antiguo, al accederse a la iglesia por la ampliación realizada en la segunda mitad del siglo. Esta portada se realizó en estilo gótico con claras influencias de la escuela castellana de Valladolid y Burgos, aunque hoy ha perdido parte de las esculturas que tuvo.

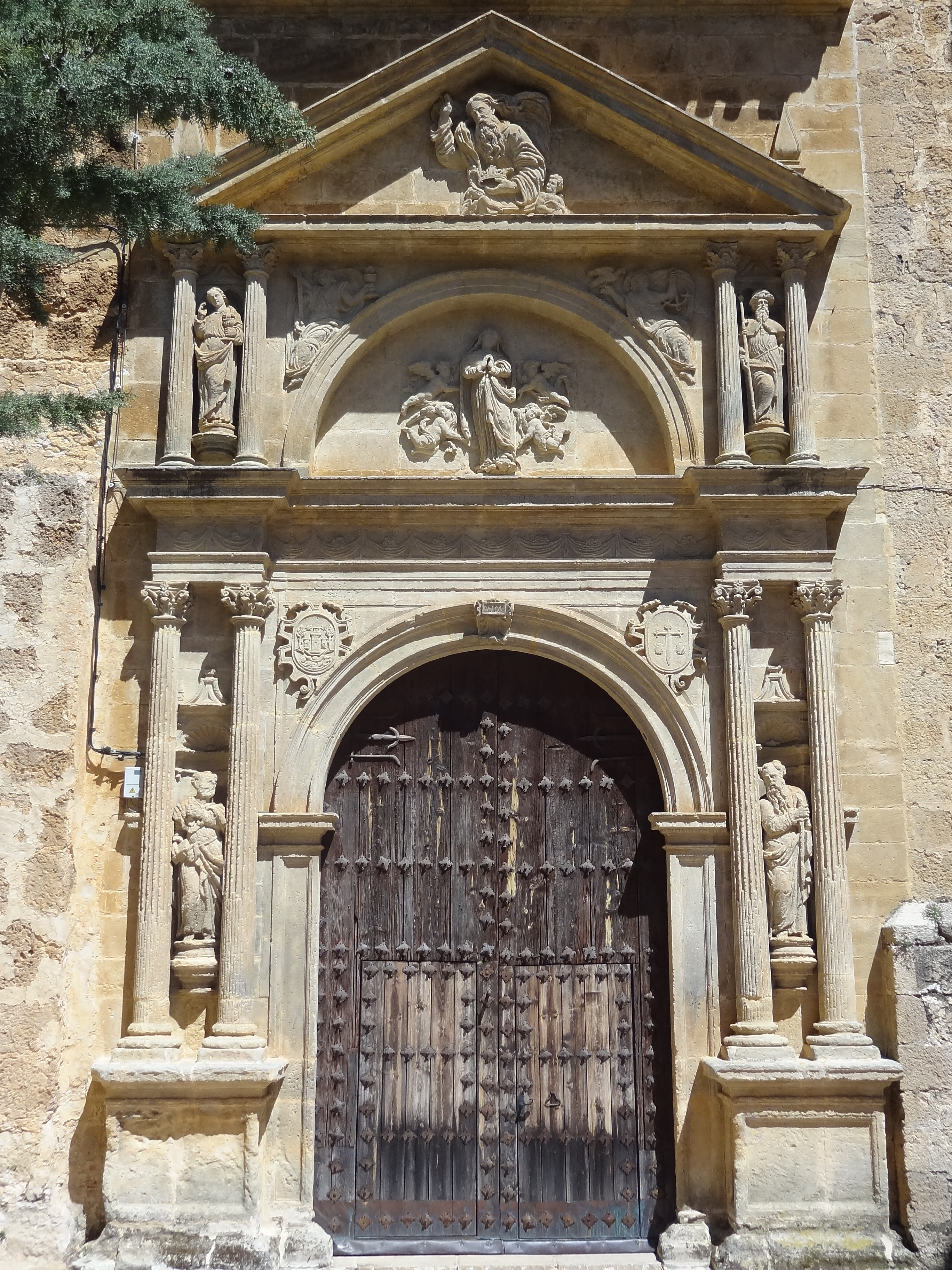
Puerta Renacentista de la Iglesia de la Asunción (Yeste - Albacete)

El acceso a la segunda nave construida se hace por un lateral (lado de la epístola) a través de una portada de tipo renacentista. Esta portada presenta dos cuerpos enmarcados por columnas pareadas, con esculturas en los intercolumnios. En el centro del cuerpo superior el relieve de la Asunción se cobija bajo arco solio, motivo éste que vemos en otras obras de Andrés de Vandelvira.
Numerosas obras de escultura, pintura y retablos son guardados en la iglesia. Se conserva una imagen de María, del Calvario, el Crucificado del mismo, una de Jesús y otra de la Asunción, pertenecientes al retablo mayor (siglo XVI) actualmente desaparecido. Otro retablo es el de la Epifanía, de Pedro Orrente; conserva un excelente dorado y cuidada policromía. En la nave gótica se pueden admirar dos buenos lienzos de Orrente, de 1627, uno de San José y el Niño y otro de la Purísima.